# Epilepsija
Epilepsíja (iz starogrškega glagola ἐπιλαμβάνειν, to je »zgrabiti, posedovati ali mučiti«), ljudsko božjást ali pádavica, je skupina kroničnih nevroloških motenj, za katere so značilni ponavljajoči se epileptični napadi. Napadi lahko variirajo od zelo kratkih in skoraj neopaznih do dolgih obdobij zelo močnega tresenja. Povzročijo lahko poškodbe, bodisi neposredno, na primer zlome kosti zaradi padca, bodisi posredno, če oseba zaradi napada povzroči nesrečo. Epileptični napadi se po navadi ponavljajo in nimajo nekega osnovnega vzroka, posamezni napadi, ki se pojavijo zaradi posebnega vzroka, pa ne veljajo za epileptične.
Mehanizem, ki povzroči epileptični napad, so nenormalne, čezmerne in usklajene razelektritve živčnih celic v možganski skorji, kar je mogoče zaznati na elektroencefalogramu. Razlog za ta pojav je pri večini primerov epilepsije neznan, nekateri primeri pa se razvijejo kot posledica poškodbe možganov, možganske kapi, možganskega tumorja, okužbe možganov ali prirojene okvare (epileptogeneza). Majhen delež primerov neposredno povezujejo z znanimi genskimi mutacijami. Pri diagnozi se poskuša izključiti morebitne druge dejavnike, ki bi lahko povzročili podobne simptome (kot je sinkopa), in ugotoviti, ali je bil prisoten kateri od drugih možnih vzrokov za napade (na primer odtegnitev alkohola ali težave z elektroliti). To se stori med drugim s slikanjem možganov in s preiskavo krvi. Epilepsija se lahko pogosto potrdi z elektroencefalografijo, vendar normalen elektroencefalogram ne pomeni, da je epilepsija izključena.
Epilepsijo, ki se pojavi kot posledica drugih težav, je mogoče preprečiti. V približno 70 % primerov se napadi lahko nadzorujejo z zdravili. Pri ljudeh, katerih napadi se na zdravila ne odzivajo, lahko v poštev pride operacija, nevrostimulacija ali sprememba prehranjevalnih navad. Vsi sindromi epilepsije niso vseživljenjski in precejšnje število ljudi izboljša svoje stanje v taki meri, da zdravila niso več potrebna.
Epilepsijo ima okoli 10.000 ljudi v Sloveniji in okoli 51 milijonov ljudi na svetu. Skoraj 80 % primerov se pojavlja v državah v razvoju. Epilepsija je pogostejša pri otrocih in starejših osebah. V razvitem svetu se novi primeri najpogosteje pojavljajo pri dojenčkih in starejših osebah; v deželah v razvoju pa pri starejših otrocih in mlajših odraslih osebah zaradi razlik v pogostosti temeljnih vzrokov. Do starosti 80 let bo obliko neizzvanega napada doživelo okoli 5 do 10 % vsega prebivalstva, verjetnost, da se bo manj kot dve leti po prvem pojavil še drugi napad, pa je okoli 40-odstotna. V številnih predelih sveta je osebam z epilepsijo omejeno ali prepovedano voziti, vendar lahko večina po določenem času brez napadov spet vozi.

## Znaki in simptomi
Za epilepsijo je značilno dolgotrajno tveganje za ponavljajoče se napade. Ti napadi se lahko pokažejo na več načinov glede na to, kateri del možganov je prizadet, in glede na starost osebe.

### Napadi
Najpogostejša vrsta (60 %) napadov so konvulzivni napadi z neobvladljivim krčenjem mišic. Od tega se jih tretjina začne kot generaliziran napad, ki prizadene obe možganski polobli in zavest, dve tretjini napadov pa se začneta kot žariščni napad (v eni izmed polobel), ki potem lahko napreduje v generaliziran napad. Preostalih 40 % napadov je nekonvulzivnih. Primer te vrste je absenca, ki se kaže kot zmanjšana raven zavesti in po navadi traja okoli 10 sekund.
Pred žariščnim napadom pride pogosto do določenih doživetij, ki jih imenujemo avra. Med drugim gre za čutilne (vidne, slušne ali vonjalne) doživljaje ter psihične, avtonomne ali motorične fenomene, odvisno od prizadetega predela možganov. Trzljaji se lahko začnejo v določeni skupini mišic in se nato razširijo na okoliške; tak pojav je znan kot jacksonski napad. Pride lahko do avtomatizmov; gre za nezavedne dejavnosti, ki so večinoma enostavni, ponavljajoči se gibi, kot je cmokanje, ali pa za bolj zapletene gibe, kot je pobiranje stvari s tal.
Generaliziranih napadov je šest vrst: tonično-klonični, tonični, klonični, mioklonični, absence in atonični napadi. Pri vseh pride do izgube zavesti in se praviloma pojavijo brez opozorila.
Tonično-klonični napadi se pokažejo s krčenjem okončin, ki jih prizadeti nato iztegne, hrbet pa se mu usloči; to traja 10–30 sekund (tonična faza). Zaradi skrčenja prsnih mišic se lahko sliši krik. Temu potem sledi usklajeno tresenje okončin (klonična faza). Pri toničnem napadu pride do neprenehnega krčenja mišic. Prizadeti pogosto pomodri, ker preneha dihati. Pri kloničnem napadu je tresenje okončin usklajeno.  Ko se tresenje ustavi, lahko traja še 10–30 minut, dokler se oseba ne vrne v normalno stanje; to obdobje imenujemo postiktična faza. Med napadom lahko pride do izgube nadzora nad črevesjem ali mehurjem. Oseba se lahko ugrizne v konico ali rob jezika. Pri tonično-kloničnem napadu so pogostejši ugrizi ob straneh. Ugrizi v jezik so razmeroma pogosti tudi pri psihogenih neepileptičnih napadih – napadih, ki jih ne spremlja usklajena razelektritev, vidna na EEG, in se štejejo za disociativno motnjo.
Med miotoničnimi napadi pride do zelo kratkih mišičnih krčev samo na nekaterih območjih ali pa povsod. Zaradi takšnega napada lahko prizadeta oseba pade in se poškoduje. Odsotnostni napadi so lahko blagi, s komaj zaznavnim obratom glave ali mežikanjem z očmi; oseba se ne prevrne in se vrne v normalno stanje takoj, ko se napad konča. Atonični napadi pomenijo izgubo mišične dejavnosti za dlje kot eno sekundo, po navadi na obeh straneh telesa. Redkejši tipi napadov lahko povzročijo neobvladljiv nenaraven smeh (gelastični), jok (diskrastični) ali zapletenejša doživetja, na primer déjà vu.
Okoli 6 % oseb z epilepsijo ima napade, ki jih pogosto sprožijo posebni dogodki, kar se imenuje refleksni napadi. Napade pri osebah z refleksno epilepsijo sprožijo samo določeni posebni dražljaji. Pogosti sprožilci so na primer utripajoče luči in nenadni zvoki. Pri nekaterih vrstah epilepsije se napadi pojavljajo pogosteje med spanjem, pri nekaterih vrstah pa skoraj izključno takrat. Leta 2017 je Mednarodna liga proti epilepsiji objavila nove enotne smernice za klasifikacijo napadov in epilepsij skupaj z njihovimi vzroki in pridruženimi težavami.

#### Napadi v skupkih
Ljudje z epilepsijo lahko doživijo napade v skupkih, ki se jih lahko v grobem opredeli kot akutno poslabšanje nadzora nad napadi. Pojavnost napadov v skupkih ni natančno znana predvsem zaradi različnih definicij, uporabljenih v različnih raziskavah, ocenjuje pa se, da se pojavlja pri 5 do 50 % oseb z epilepsijo. Največje tveganje za pojav napadov v skupkih je pri ljudeh z odporno epilepsijo in veliko pogostostjo napadov. Napadi v skupkih povečujejo potrebo po zdravstvenih storitvah, slabšajo kakovost življenja, motijo psihosocialno funkcioniranje in verjetno povečujejo smrtnost. Za akutno zdravljenje napadov v skupkih se uporabljajo benzodiazepini.

### Postiktično obdobje
Ko se aktivni napad (iktično obdobje) konča in preden se vrne normalna raven zavesti, običajno nastopi tako imenovano postiktično obdobje, to je obdobje zmedenosti. Po navadi traja od 3 do 15 minut, lahko pa tudi več ur. Drugi pogosti simptomi so utrujenost, glavobol, težave pri govoru in nenormalno vedenje. Psihoza po napadu je dokaj pogosta in se pojavi pri 6–10 % ljudi. Ljudje se pogosto ne spomnijo, kaj se je v tem času zgodilo. Po žariščnem napadu se lahko pojavi tudi lokalizirana onemoglost, imenovana Toddova pareza. Če se pojavi, traja po navadi od nekaj sekund do nekaj minut, v redkih primerih pa lahko traja dan ali dva.

### Psihosocialni vidiki
Epilepsija lahko škodljivo učinkuje na družbeno in psihološko dobro počutje. Ti učinki so lahko med drugim družbena osamitev, stigmatizacija ali invalidnost. Lahko je vzrok za slabši izobraževalni uspeh in slabše možnosti zaposlitve. Pri ljudeh z epilepsijo, zlasti otrocih, so pogoste učne težave. Stigmo epilepsije lahko občuti tudi družina obolelega. Pri ljudeh z epilepsijo se, delno odvisno od epileptičnega sindroma, pogosteje pojavljajo nekatere motnje, med njimi depresija, anksioznost, obsesivno-kompulzivna motnja in migrena. Motnja pozornosti s hiperaktivnostjo (ADHD) prizadene tri- do petkrat več otrok z epilepsijo kot otrok brez nje. ADHD in epilepsija močno vplivata na otrokov vedenjski, učni in socialni razvoj. Epilepsija je pogostejša tudi pri otrocih z avtizmom.
Približno vsaka tretja oseba z epilepsijo ima življenjsko anamnezo duševne motnje. Temu se pripisuje več razlogov, vključno s patofiziološkimi spremembami, povezanimi s samo epilepsijo, in tudi negativnimi izkušnjami, do katerih je življenje z epilepsijo privedlo (npr. stigmo, diskriminacijo). Poleg tega se domneva, da povezava med epilepsijo in duševnimi motnjami ni enostranska, temveč dvosmerna: Pri ljudeh z depresijo je na primer večje tveganje za razvoj novonastale epilepsije.
Sopojavnost depresije ali anksioznosti z epilepsijo se povezuje s slabšo kakovostjo življenja, večjo smrtnostjo, večjo potrebo po zdravstvenih storitvah in slabšim odzivanjem na zdravljenje (tudi kirurško). Z anksioznimi motnjami in depresijo je mogoče razložiti več variabilnosti v kakovosti življenja kot z vrsto ali pogostostjo napadov. Obstajajo dokazi, da tako depresija kot anksiozne motnje pri ljudeh z epilepsijo niso dovolj pogosto diagnosticirane in zdravljene.

## Vzroki
Vzroki za epilepsijo so lahko tako genetski kot pridobljeni, pogosto pa gre za kombinacijo obojih. Znani neprirojeni vzroki so med drugim huda možganska poškodba, možganska kap, tumorji in težave z možgani zaradi predhodne okužbe. V okoli 60 % primerov vzrok ni znan. Epilepsije zaradi genetskih, prirojenih in razvojnih motenj so pogostejše med mlajšimi ljudmi, možganski tumorji in kapi pa so pogostejši vzroki pri starejših.
Napadi se lahko pojavijo tudi kot posledica drugih zdravstvenih težav; če se pojavijo precej blizu določenega vzročnega dejavnika, kot so možganska kap, poškodba glave, zaužitje strupene snovi ali presnovna težava, se imenujejo akutni simptomatični napad in se uvrščajo v širšo klasifikacijo motenj, povezanih z napadi, ne pa pod samo epilepsijo.

### Genetika
Genetika naj bi bila neposredno ali posredno povezana z večino primerov. Nekatere epilepsije se razvijejo zaradi okvare enega gena (1–2 %), večina pa zaradi interakcije več genov in okoljskih dejavnikov. Vse monogenske okvare so redke, opisanih pa jih je čez 200. Večina udeleženih genov neposredno ali posredno vpliva na ionske kanalčke. To vključuje gene za ionske kanalčke, encime, receptorje GABA in s proteinom G sklopljene receptorje.
Če ima epilepsijo eden od enojajčnih dvojčkov, obstaja 50–60-odstotna verjetnost, da jo bo imel tudi drugi. Pri dvojajčnih dvojčkih je ta verjetnost 15-odstotna. Tveganje je večje pri bolnikih z generaliziranimi napadi kot pri bolnikih z žariščnimi. Če za epilepsijo trpita oba dvojčka, imata večinoma isti epileptični sindrom (70–90 %). Pri drugih bližnjih sorodnikih je tveganje petkrat večje kot pri splošni populaciji. Epilepsijo ima med 1 in 10 % oseb z Downovim sindromom in 90 % oseb z Angelmanovim sindromom.

#### Fakomatoze
Fakomatoze, znane tudi kot nevrokutane motnje, so skupina večsistemskih bolezni, ki najmočneje prizadenejo kožo in osrednji živčni sistem. So posledica nepravilnega razvoja zarodkovega ektodermalnega tkiva, ki ga najpogosteje povzroči mutacija posameznega gena. Ker se iz ektoderma razvijejo možgani in drugo živčno tkivo ter koža, lahko okrnjen razvoj povzroči epilepsijo, pa tudi avtizem, duševni primanjkljaj in druga stanja. Pri nekaterih tipih fakomatoz, na primer tuberozni sklerozi in Sturge-Weberjevem sindromu, je pogostost epilepsije večja kot pri drugih, na primer nevrofibromatozi tipa 1.
Tuberozna skleroza nastane zaradi mutacij v genu TSC1 ali TSC2, deduje se avtosomno dominantno in prizadene približno enega od 6000–10 000 živorojenih otrok. Mutacije povzročijo čezmerno aktivnost signalne poti mTOR (mehanistična tarča rapamicina), kar vodi v tvorbo tumorjev v različnih organih, na primer možganih, koži, srcu, očeh in ledvicah. Poleg tega naj bi nenormalno delovanje mTOR povzročalo spremembe vzdražljivosti živčnih celic. Prevalenca epilepsije se ocenjuje na 80–90 %. Epilepsija se večinoma izrazi v prvih treh letih življenja in se ne odziva na zdravila. Sorazmerno nove možnosti za obvladovanje epilepsije pri osebah s tuberozno sklerozo so inhibitorji mTOR, kanabidiol in vigabatrin. Pogosta je odločitev za kirurški poseg.
Sturge-Weberjev sindrom povzroča mutacija gena GNAQ in je prisotna pri enem od 20 000–50 000 živorojenih otrok. Zaradi mutacije pride do žilnih malformacij, ki prizadenejo možgane, kožo in oči. To se običajno izrazi z madežu rdečega vina podobnim znamenjem na obrazu, očesnih angiomih in možganskih žilnih malformacijah, ki so najpogosteje prisotni na eni strani, v 15 % primerov pa na obeh. Prevalenca epilepsije je 75–100-odstotna in je večja pri osebah s prizadetima obema poloblama. Napadi se običajno zgodijo v prvih dveh letih življenja in so v slabi polovici primerov odporni proti zdravilom. Uspešneje, po nekaterih podatkih celo v 83 %, napade odpravi kirurški poseg.
Nevrofibromatoza tipa 1 je najpogostejša fakomatoza, ki se pojavi pri približno enem od 3000 živorojenih otrok. Povzroča jo avtosomna dominantna mutacija na genu za nevrofibromin 1. Stanje se izraža različno, povzroči pa lahko hiperpigmentacije na koži, hamartome na šarenici (Lischeve nodule), nevrofibrome, gliome optičnega trakta in kognitivno prizadetost. Prevalenca epilepsije se ocenjuje na 4–7 %. Napade je v primerjavi z drugimi fakomatozami sorazmerno preprosto nadzorovati z zdravili, sicer pa pride v poštev kirurški poseg.

### Drugo
Epilepsija se lahko pojavi kot posledica številnih drugih stanj, na primer tumorjev, kapi, poškodb glave, predhodnih okužb osrednjega živčevja, genetskih motenj in možganskih poškodb ob rojstvu. Skoraj 30 % oseb z možganskimi tumorji ima epilepsijo, zato so ti vzrok za približno 4 % primerov. Tveganje je največje pri tumorjih v senčnem režnju in pri tistih, ki rastejo počasi. Pri drugih večjih lezijah, kot so cerebralne kavernozne skaženosti in artiovenske skaženosti, je tveganje kar 40–60-odstotno. Epilepsija se razvije pri 2–4 % oseb, ki jih je zadela kap. Dejavniki tveganja za epilepsijo po kapi so resnost kapi, vključenost korteksa, krvavitve in predhodni napadi. Med 6 in 20 % primerov epilepsije se pripisuje poškodbam glave. Lažje možganske poškodbe tveganje povečajo za približno dvakrat, hujše možganske poškodbe pa za sedemkrat. Pri tistih, ki so preživeli močan strel v glavo, je tveganje približno 50-odstotno.
Nekateri izsledki povezujejo epilepsijo s celiakijo in neceliakalno občutljivostjo na gluten, drugi pa te povezave ne podpirajo. Zdi se, da obstaja sindrom, ki se izraža s celiakijo, epilepsijo in kalcifikacijami v možganih. Po oceni pregleda iz leta 2012 ima celiakijo med 1 in 6 % epileptikov, v splošni populaciji pa je njena pogostost 1-odstotna.
Tveganje za epilepsijo po meningitisu je manj kot 10-odstotno, pogosteje pa ta bolezen povzroča napade med samo okužbo. Pri herpetičnem encefalitisu je nevarnost napada okoli 50-odstotna z velikim tveganjem za poznejšo epilepsijo (do 25-odstotnim). Oblika okužbe s prašičjo trakuljo (cisticerkoza), ki prizadene možgane (nevrocisticerkoza), je vzrok do polovice primerov epilepsije v predelih sveta, kjer je ta zajedavec razširjen. Epilepsija se lahko pojavi tudi po drugih možganskih okužbah, kot so cerebralna malarija, toksoplazmoza in toksokaroza. Dolgotrajno čezmerno uživanje alkohola poveča nevarnost za epilepsijo: tisti, ki popijejo šest enot alkohola na dan, so dvainpolkrat bolj izpostavljeni nevarnosti. Med druga tveganja spadajo Alzheimerjeva bolezen, multipla skleroza in avtoimunski encefalitis. Cepljenje ne povečuje tveganja za epilepsijo. Nedohranjenost je dejavnik tveganja, prisoten večinoma v državah v razvoju, ni pa jasno, ali gre za neposredni vzrok ali se oboje zgolj pojavlja na istih območjih. Tveganje za epilepsijo je večje pri ljudeh s cerebralno paralizo: ima jo polovica ljudi s spastično kvadriplegijo in spastično hemiplegijo.

## Mehanizem
Navadno je možganska električna dejavnost nesinhrona, saj se istočasno ne proži veliko število živčnih celic, temveč se celice prožijo po vrsti, kot signali potujejo po možganih. Dejavnost nevronov nadzorujejo različni dejavniki, tako znotrajcelični kot v njihovi okolici. Znotrajnevronski dejavniki so med drugim vrsta, število in razporeditev ionskih kanalčkov, spremembe receptorjev in spremembe izražanja genov. Dejavniki v okolici nevrona zajemajo koncentracije ionov, sinaptično plastičnost in uravnavanje razgradnje prenašalcev s strani celic glije.

### Epilepsija
Natančen mehanizem epilepsije ni razjasnjen, nekaj pa je znanega o njenih celičnih in mrežnih mehanizmih. Kljub temu ni znano, katere okoliščine v možganih sprožijo napad s čezmerno sinhronizacijo.
Potem ko se ekscitatorni nevron sproži, običajno za nekaj časa postane odpornejši proti proženju, deloma zaradi vpliva inhibitornih (zaviralnih) nevronov, električnih sprememb v ekscitatornem nevronu in negativnih vplivov adenozina. Pri epilepsiji je odpornost ekscitatornih nevronov na vnovično vzdraženje zmanjšana. Razlog za to so lahko spremembe v ionskih kanalčkih ali nepravilno delovanje inhibitornih nevronov. Posledično nastane območje, znano kot »žarišče«, kjer se lahko razvijejo napadi. Drugi mehanizem epilepsije bi lahko bil nadregulacija ekscitatornega ali podregulacija inhibitornega živčevja po poškodbi možganov. Takšne drugotne epilepsije se pojavijo prek procesov tako imenovane epileptogeneze. Vzročni mehanizem bi lahko bil tudi popustitev krvno-možganske pregrade, ob katerem bi snovi iz krvi prodrle v možgane.

### Napadi
Raziskave kažejo, da epileptični napadi po navadi niso naključni dogodki. Pogosto jih izzovejo dejavniki (»sprožilci«), kot so stres, čezmerno uživanje alkohola, utripajoča svetloba ali pomanjkanje spanca. Izraz prag napada označuje količino dražljaja, ki je potrebna, da izzove napad; ta prag je pri epilepsiji nižji kot običajno.
Pri epileptičnih napadih se skupina nevronov začne prožiti na nenormalen, pretiran in usklajen način. To ustvari val depolarizacije, znan kot paroksizmalni depolarizacijski premik. Žariščni napadi se začnejo v enem predelu možganov, generalizirani pa v obeh možganskih poloblah. Nekatere vrste napadov lahko spremenijo strukturo, medtem ko imajo druge le majhen učinek. Z epilepsijo povezujejo gliozo, zmanjšanje števila nevronov in atrofijo določenih predelov možganov, vendar ni jasno, ali je epilepsija vzrok teh sprememb ali njihova posledica.

## Diagnoza
Diagnoza epilepsije se običajno postavi na podlagi opaženega poteka napada in njegovega temeljnega vzroka. Del diagnostičnega postopka so običajno tudi elektroencefalografija (EEG), s katero se odkriva abnormalne vzorce v možganskih valovih, in nevroslikanje (računalniška tomografija ali MRI) za pregled strukture možganov. Pogosto se poskuša prepoznati določen epileptični sindrom, vendar to ni vselej mogoče. Pri zahtevnih primerih je lahko v pomoč video- in EEG-monitoring.

### Definicija
Epilepsija je možganska motnja, ki jo definira katerikoli izmed naslednjih pogojev:
| 1. Vsaj dva neizzvana (ali refleksna) napada, ki se zgodita v razmiku več kot 24 ur. 2. En neizzvan (ali refleksni) napad in verjetnost novih napadov, podobna splošnemu tveganju za ponovitev (vsaj 60 %), po dveh neizzvanih napadih v naslednjih 10 letih. 3. Diagnoza epileptičnega sindroma. |
Epilepsija velja za ozdravljeno pri posameznikih, ki so imeli starostno pogojen epileptični sindrom in so prerasli to starost, in pri tistih, ki niso imeli napada v zadnjih 10 letih, v zadnjih 5 letih pa niso jemali protiepileptičnih zdravil.
Ta definicija Mednarodne lige proti epilepsiji (ILAE) iz leta 2014 je revidirana različica konceptualne definicije iste organizacije iz leta 2005, po kateri je epilepsija »motnja možganov, za katero je značilna trajna dovzetnost za tvorbo epileptičnih napadov ter nevrobiološke, kognitivne, psihološke in socialne posledice tega stanja. Za diagnozo epilepsije je potreben vsaj en epileptični napad.«
Epilepsijo je torej mogoče prerasti ali odpraviti, vendar brez zagotovila, da se ne bo znova pojavila. V definiciji se epilepsija zdaj imenuje bolezen in ne motnja; to je bila odločitev izvršnega odbora ILAE, ker naj bi beseda motnja, čeprav morda manj obremenjena s stigmo kot bolezen, ne izražala resnosti, ki si jo epilepsija zasluži.
Definicija je po naravi praktična in zasnovana za klinično uporabo. Posebej je bil njen namen razjasniti, kdaj je prisotna »trajna dovzetnost«, ki jo navaja konceptualna definicija iz leta 2005. Raziskovalci, statistično naravnani epidemiologi in druge specializirane skupine se lahko odločijo uporabljati starejšo ali lastno definicijo. Za ILAE je to popolnoma dopustno, če je jasno razvidno, katera definicija se uporablja.
Definicija ILAE ob enem napadu zahteva razumevanje, da je dovzetnost za pojav epileptičnih napadov trajna. Svetovna zdravstvena organizacija na primer uporablja le tradicionalno definicijo dveh neizzvanih napadov.

### Razvrstitev
Za razliko od klasifikacije napadov, ki se osredotoča na dogajanje med napadom, se klasifikacija epilepsij osredotoča na njihove vzroke. Ko osebo po epileptičnem napadu sprejmejo v bolnišnico, se, če je to mogoče, diagnosticira vrsta samega napada (npr. tonično-klonični) in njegov temeljni vzrok (npr. hipokampalna skleroza). Postavitev diagnoze je odvisna od razpoložljivih diagnostičnih rezultatov ter uporabljenih definicij in klasifikacij (napadov in epilepsij) ter ustreznega izrazja.
Mednarodna liga proti epilepsiji (ILAE) je leta 2017 predlagala tristopenjsko klasifikacijo epilepsij in epileptičnih sindromov: najprej se določi vrsta napada (po novi klasifikaciji napadov, izdani skupaj z novo klasifikacijo epilepsij), nato se določi tip epilepsije in nazadnje se postavi diagnoza epileptičnega sindroma. Novouvedeni tip je kombinirana žariščna in generalizirana epilepsija, ki se določi bolnikom z obema vrstama napadov.
| 1. stopnja: oblike napadov - žariščni - generalizirani - neznano 2. stopnja: tipi epilepsij - fokalna epilepsija - generalizirana epilepsija - kombinirana fokalna in generalizirana epilepsija - neznano 3. stopnja: epileptični sindromi |
Ta klasifikacija je nadomestila predhodno klasifikacijo iz leta 1989, ki dosegla splošno sprejetost po vsem svetu, bila pa je deležna tudi kritik, večinoma zato, ker ni podrobno obdelala temeljnih vzrokov epilepsije (ki so pomembna determinanta kliničnega postopka in prognoze). To težavo je komisija ILAE prvič načela leta 2010 z razvrstitvijo epilepsij v tri kategorije (genetska, strukturna/metabolna, neznan vzrok), kar so v priporočilu leta 2011 revidirali s štirimi kategorijami in različnimi podkategorijami.
Klasifikacija iz leta 2017 je etiologijo vpela v vse korake klasifikacije, prepoznava pa šest etioloških skupin: strukturno, genetsko, infekcijsko, metabolno, imunsko in neznano. Posamezen primer epilepsije se lahko uvrsti v več kot eno skupino. Poleg tega se poudarja potreba po prepoznavi morebitnih pridruženih motenj, kot so učne, psihološke in vedenjske težave, ki se povezujejo z nekaterimi epilepsijami in lahko vplivajo na bolnika.

### Sindromi
Primeri epilepsije se po svojih značilnostih razvrščajo v epileptične sindrome. Te značilnosti so med drugim starost, pri kateri se začnejo napadi, vrsta napadov in izvid EEG. Prepoznava epileptičnega sindroma je koristna za določitev temeljnih vzrokov in zdravil, s katerimi začeti zdravljenje.
Možnost kategorizacije epilepsije v določen sindrom je večja pri otrocih. Primeri manj resnih sindromov so benigna rolandična epilepsija (2,8 na 100 000), otroška epilepsija z absencami (0,8 na 100 000) in juvenilna mioklonična epilepsija (0,7 na 100 000). Hude sindrome z difuzno možgansko disfunkcijo, ki jih vsaj delno povzroča nek vidik epilepsije, imenujejo tudi razvojne in epileptične encefalopatije. Te se povezujejo s pogostimi napadi, ki se ne odzivajo na zdravljenje, in kognitivnimi motnjami, na primer Lennox-Gastautovim sindromom (1–2 % vseh oseb z epilepsijo), Dravetovim sindromom (1 od 15 000–40 000 oseb po svetu) in Westovim sindromom (1–9 od 100 000 oseb). Genetika pri epilepsiji verjetno igra pomembno vlogo z več mehanizmi. Pri nekaterih so bili prepoznani preprosti in kompleksni modeli dedovanja. Po drugi strani obsežne presejalne raziskave niso odkrile veliko različic posameznih genov z velikim vplivom. Novejše raziskave, v okviru katerih so sekvencirali eksome in genome, so začele razkrivati številne genske mutacije de novo, odgovorne za nekatere epileptične encefalopatije, med njimi CHD2 in SYNGAP1 ter DNM1, GABBR2, FASN in RYR3.
Sindrome, katerih vzroki niso jasno prepoznani, je težko uvrstiti v trenutno klasifikacijo epilepsije. Kategorizacija takšnih primerov je do neke mere arbitrarna. Kategorija idiopatičnih (neznan vzrok) v klasifikaciji iz leta 2011 zajema sindrome, pri katerih splošne klinične značilnosti in/ali starostna specifičnost močno nakazujeta na domneven genetski vzrok. V kategorijo neznanega vzroka so uvrščeni nekateri otroški epileptični sindromi, katerih vzrok naj bi bil genetski, na primer benigna rolandična epilepsija. Klinične sindrome, katerih glavna značilnost ni epilepsija (npr. Angelmanov sindrom), so uvrstili med simptomatske, nekateri pa so zagovarjali njihovo vključitev v kategorijo idiopatskih. Klasifikacija epilepsij in zlasti epileptičnih sindromov se bo spremenila z raziskovalnim napredkom.

### Preiskave
Elektroencefalogram (EEG) prikazuje aktivnost možganov, ki pomeni večje tveganje za napade. Preiskava je priporočljiva samo pri osebah, pri katerih na podlagi simptomov obstaja verjetnost za pojav epileptičnega napada. Pri diagnosticiranju epilepsije lahko elektroencefalografija pomaga določiti vrsto napada ali prisoten sindrom. Pri otrocih je običajno potrebna samo po drugem napadu, razen če drugače odloči specialist. Ni namenjena izključevanju diagnoz, pri osebah, ki nimajo epilepsije, pa lahko da lažno pozitiven rezultat. V določenih primerih je morda koristno opraviti EEG pri posameznikih, ki veliko spijo ali ki jim manjka spanca.
Diagnostično slikanje s CT-jem in MRI je priporočljivo po prvem nevročinskem napadu za odkrivanje strukturnih težav v možganih in okoli njih. Boljši način pregleda je na splošno MRI, razen kadar obstaja sum na krvavitev, ki jo CT zazna bolje in je lažje dostopen. Če oseba pride na urgenco z napadom, vendar se hitro vrne v normalno stanje, se lahko slikanje opravi pozneje. Če pa ima oseba anamnezo epilepsije in je slikanje že bilo opravljeno, ponovno slikanje običajno ni potrebno, tudi če se napadi ponavljajo.
Pri odraslih je pomembno preverjanje ravni elektrolitov, glukoze v krvi in kalcija, da se izključijo kot vzrok napadov. Z elektrokardiogramom je mogoče izključiti težave zaradi motenj srčnega ritma. Punkcija v ledvenem predelu pomaga pri diagnosticiranju okužbe osrednjega živčevja, ni pa del rutinskega postopka. Pri otrocih so lahko potrebna dodatna testiranja, npr. biokemijska analiza urina in testiranje krvi za ugotavljanje presnovnih motenj. Poleg EEG in nevroslikanja postaja eden najpomembnejših načinov diagnoze epilepsije genetsko testiranje, s katerim se lahko doseže diagnoza pri ustreznem deležu posameznikov s hudo epilepsijo tako pri otrocih kot pri odraslih. Od oseb z negativnim genetskim testom je pri nekaterih genetske preiskave pomembno ponoviti ali znova analizirati po 2–3 letih.
Visoka raven prolaktina v krvi prvih 20 minut po napadu pomaga potrditi epileptični napad za razliko od psihogenih neepileptičnih napadov. Raven prolaktina v serumu je manj uporabna za ugotavljanje žariščnih napadov. Če je raven v mejah normale, to ne izključuje možnosti epileptičnega napada, prav tako pa ni mogoče razlikovati epileptičnih napadov od omedlevice po ravni prolaktina v serumu. Zato se tega pregleda ne priporoča uvrstiti med rutinske postopke pri diagnosticiranju epilepsije.

### Diferencialna diagnoza
Epilepsijo je pogosto težko diagnosticirati. Z znaki in simptomi, ki so zelo podobni epilepsiji, se lahko izrazijo številna druga stanja, med drugim omedlevica, hiperventilacija, migrena, narkolepsija, napadi panike in psihogeni neepileptični napadi (PNeN). Zlasti omedlevico lahko spremlja kratkotrajen pojav konvulzij. Nočna epilepsija frontalnega režnja, pogosto napačno razumljena kot nočne more, je nekoč veljala za motnjo spanja, pozneje pa so jo prepoznali za epileptični sindrom. Za epilepsijo je mogoče zamenjati napade paroksizmalne diskinezije, motnje gibanja. Nenadne padce lahko med drugim povzroči tudi atonični napad.
Za epileptične napade je zlahka mogoče zamenjati nekatera vedenja otrok. Primeri takega zavajajočega vedenja so med drugim afektivni krč, močenje postelje, nočni strahovi, tiki in napadi drgetanja. Pri dojenčkih lahko gastroezofagealni refluks povzroči usločenje hrbta in zasuk glave vstran, kar je mogoče napačno razumeti kot tonično-klonični napad.
Napačne diagnoze so pogoste (v okoli 5–30 % primerov). Različne raziskave so pokazale, da imajo številni epileptičnim podobni napadi, ki se ne odzivajo na antiepileptike, kardiovaskularni vzrok. Približno 20 % ljudi na epilepsijskih klinikah ima PNeN, od teh pa jih ima okoli 10 % tudi epilepsijo. Razlikovanje zgolj na podlagi napada brez nadaljnjih preiskav je pogosto zahtevno.

## Preventiva
Preventiva epilepsije večinoma ni mogoča, pomagajo pa zmanjšanje pogostosti poškodb glave, dobra oskrba v času poroda in varovanje pred okoljskimi zajedavci, kot je svinjska trakulja. V predelu srednjeameriškega Hondurasa so s prizadevanji za zmanjšanje stopnje pojavnosti svinjske trakulje zmanjšali število novih primerov epilepsije za 50 odstotkov.

## Zdravljenje
Epilepsija se običajno zdravi z dnevnim jemanjem zdravil, potem ko se pojavi drugi napad, osebe z visokim tveganjem pa zdravila lahko začnejo jemati že po prvem napadu. Koristno je epileptikom nuditi podporo pri skrbi zase. Pri bolnikih, pri katerih je bolezen odporna proti zdravljenju z zdravili, pridejo v poštev različne možnosti, na primer posebna dieta, vsaditev nevrostimulatorja ali nevrokirurški poseg.

### Prva pomoč
Osebo, ki ima tonično-klonični napad, je treba obrniti na bok v položaj za nezavestnega, kar prepreči, da bi tekočina stekla v pljuča. Osebi, ki ima napad, ni priporočljivo v usta dajati prstov, grizala ali jezičnega loparčka, da ne bi sprožili bruhanja in da se prepreči ugriz prizadete osebe. Čim bolj je treba preprečiti samopoškodbe. Imobilizacija hrbtenice običajno ni potrebna.
Če napad traja dlje kot 5 minut ali če se v eni uri pojavita več kot dva napada, ne da bi se med napadoma stanje povrnilo v normalno, se tak primer obravnava kot nujno stanje, tako imenovani epileptični status. V tem primeru je lahko potrebna medicinska pomoč za ohranjanje prostih in zaščitenih dihalnih poti; pri tem lahko pomaga nosnožrelni tubus. Doma je v primeru dolgotrajnega napada priporočljivo začetno zdravilo midazolam, ki se daje v nos ali usta. Diazepam se lahko uporablja tudi rektalno. V bolnišnicah se uporablja intravenski lorazepam. Če dva odmerka benzodiazepina ne učinkujeta, je priporočljiva uporaba drugih zdravil, kot je fenitoin. V primeru konvulzivnega epileptičnega statusa, ki se ne odziva na začetno zdravljenje, sta potrebna sprejem na intenzivno nego in zdravljenje z močnejšimi učinkovinami, kot so infuzija midazolama, ketamin, tiopenton ali propofol.

### Zdravila
Kot glavno zdravljenje epilepsije se uporabljajo antiepileptiki, ki jih mora oseba morda jemati vse življenje. Izbira antiepileptikov je odvisna od vrste napadov, sindroma epilepsije, drugih zdravil, ki jih oseba jemlje, njenih drugih zdravstvenih težav, starosti in življenjskega sloga. Na začetku se priporoča uporaba enega zdravila. Če to ni učinkovito, ga je treba zamenjati z drugim zdravilom. Jemanje dveh zdravil hkrati je priporočljivo le, če eno samo zdravilo ne učinkuje. Pri približno polovici ljudi je učinkovita prva učinkovina, druga posamezna učinkovina pomaga pri približno 13 %, tretja oziroma dve učinkovini hkrati pa lahko pomagata pri dodatnih 4 %. Pri okoli 30 % ljudi se kljub zdravljenju z antiepileptiki napadi še naprej pojavljajo.
Na voljo so številna zdravila, med njimi fenitoin, karbamazepin in valproat. Obstajajo dokazi, da so omenjena zdravila lahko enako učinkovita tako pri žariščnih kot pri generaliziranih napadih. Izkazalo se je, da karbamazepin z nadzorovanim sproščanjem deluje prav tako dobro kot karbamazepin s takojšnjim sproščanjem in ima lahko manj neželenih učinkov. V Združenem kraljestvu se za primarno zdravljenje žariščnih napadov priporočata karbamazepin ali lamotrigin, levetiracetam in valproat pa zaradi stroškov in stranskih učinkov za sekundarno zdravljenje. Za generalizirane napade se kot primarno zdravilo priporoča valproat, lamotrigin pa kot sekundarno zdravilo. Pri ljudeh z absencami se priporoča uporaba etosuksimida ali valproata. Valproat je posebej učinkovit pri miokloničnih napadih ter toničnih in atoničnih napadih. Če so napadi z določenim zdravljenjem dobro nadzorovani, običajno ni potrebe po rutinskem preverjanju ravni zdravil v krvi.
Najcenejši antiepileptik je fenobarbital. Svetovna zdravstvena organizacija ga priporoča kot zdravilo prvega izbora za države v razvoju in se tam redno uporablja. Dostop do tega zdravila je lahko otežen, ker ga nekatere države označujejo kot nadzorovano zdravilo.
O neželenih učinkih zdravil poroča od 10 do 90 % ljudi, odvisno od tega, kdo je zbiral podatke in kako. Večina neželenih učinkov je odvisnih od odmerka in so blagi. Nekateri takšni neželeni učinki so nihanje razpoloženja, zaspanost in nestabilnost pri hoji. Nekatera zdravila imajo neželene učinke, ki niso povezani z odmerjanjem, kot so na primer izpuščaji, strupenost za jetra ali supresija kostnega mozga. Do ena četrtina oseb se zaradi neželenih učinkov odloči prekiniti zdravljenje. Nekatera zdravila so povezana s prirojenimi napakami, če se jemljejo med nosečnostjo. Za številna pogosto uporabljena zdravila, kot so valproat, fenitoin, karbamazepin, fenobarbital in gabapentin, obstajajo poročila o povečanem tveganju za prirojene napake, posebno ob jemanju v prvih treh mesecih. Kljub temu se zdravljenje, če je učinkovito, pogosto nadaljuje, saj je tveganje pri nezdravljenju epilepsije večje kot pa tveganje, če se zdravila ne jemljejo. Od protiepileptičnih zdravil naj bi levetiracetam in lamotrigin predstavljala najmanjše tveganje za prirojene napake.
Postopno prenehanje jemanja zdravil je smiselno pri osebah, ki napadov nimajo že dve do štiri leta; vendar se napadi pri tretjini ljudi znova pojavijo, najpogosteje v prvih šestih mesecih. Prenehanje jemanja zdravil je možno pri približno 70 % otrok in pri približno 60 % odraslih oseb.

### Operacija
Kirurško zdravljenje epilepsije je morda možnost pri vseh osebah z epilepsijo, ki se ne odziva na zdravila. Obravnava se vsak primer posebej v centrih, ki imajo izkušnje s kirurškim zdravljenjem epilepsije. Pregled leta 2023 je pokazal, da lahko kirurški posegi pri 1 do 36 mesecev starih otrocih z epilepsijo, ki je odporna proti zdravilom, znatno zmanjšajo pogostost napadov ali jih odpravijo, posebej kadar so drugi načini zdravljenja odpovedali. Kirurško zdravljenje epilepsije je lahko možnost za ljudi z žariščnimi napadi, ki se pojavljajo kljub drugim načinom zdravljenja, od tega preizkušenima vsaj dvema ali tremi zdravili. Cilj kirurškega posega je popoln nadzor nad napadi, večina zdravnikov pa meni, da lahko pri spodbujanju razvoja otrok z epilepsijo, ki je odporna proti zdravilom, pomaga tudi paliativna operacija, s katero se breme napadov znatno zmanjša; to se doseže v 60–70 % primerov. Običajni posegi so med drugim izrez hipokampusa z resekcijo sprednjega senčnega režnja, odstranitev tumorjev in odstranitev delov neokorteksa. Nekateri posegi, kot je kalozotomija korpusa, se izvedejo kot poskus zmanjšanja števila napadov in ne kot poskus ozdravljenja stanja. Po operaciji je pogosto mogoče postopoma ukiniti zdravila.

### Nevrostimulacija
Pri epileptikih, pri katerih operacija ne pride v poštev, pride morda v poštev nevrostimulacija z implantacijo nevrokibernetske proteze, ki poleg običajne oskrbe ustvarja stalno pulzirajočo električno stimulacijo določenega živca ali možganske regije. Pri osebah, ki se ne odzivajo na zdravila, so se doslej izvajale tri vrste nevroterapije: spodbujanje vagusnega živca (VNS), anteriorna talamična stimulacija in odzivna stimulacija v zaprti zanki (RNS).
Pregled raziskav, ki ga je leta 2022 objavila organizacija Cochrane, je, sicer na majhnem vzorcu ljudi in raziskav, prepoznal spodbujanje vagusnega živca kot učinkovito metodo za zmanjšanje pogostosti žariščnih napadov pri otrocih in odraslih, pri katerih je zdravljenje z zdravili in z operacijo neuspešno. Visokonivojsko spodbujanje vagusnega živca (h-VNS) naj bi bilo pri zmanjševanju pogostosti napadov enainpolkrat učinkovitejše kot nizkonivojsko (l-VNS). Tretma naj bi bolniki v splošnem dobro prenašali, pogosti stranski učinki pa so sprememba glasu, hripavost, kašelj in dispneja.

### Prehrana
Nekatere raziskave kažejo, da ketogena dieta (veliko maščob, malo ogljikovih hidratov in dovolj beljakovin) zmanjša pogostost napadov in jih pri nekaterih ljudeh odpravi, vendar so potrebne nadaljnje raziskave. Pregledni članek iz leta 2022 navaja nekaj dokazov, da ketogena dieta ali prilagojena Atkinsova dieta lahko pomaga pri epilepsiji pri nekaterih dojenčkih. Tovrstne diete so lahko koristne pri otrocih z epilepsijo, odporno proti zdravilom, njihovo delovanje pri odraslih pa ostaja negotovo. Najpogostejši sporočeni stranski učinki so bili bruhanje, zaprtje in driska. Zakaj deluje dieta, ni jasno. Pri ljudeh s celiakijo ali neceliakalno preobčutljivostjo za gluten ter okcipitalno kalcifikacijo lahko pogostost napadov zmanjša brezglutenska dieta.

### Drugo
Terapija z izogibanjem pomeni, da se čim bolj zmanjšajo ali odstranijo sprožilci napadov. Pri osebah, ki so na primer občutljive na svetlobo, je lahko koristno, da imajo manjši televizor, se izogibajo videoigram ali nosijo zatemnjena očala. Zdravljenje s tehniko biološko-inštrumentalne povratne zveze na podlagi valov EEG je lahko koristno pri osebah, ki se ne odzivajo na zdravila. Kljub temu psiholoških metod ni primerno uporabljati kot nadomestilo za zdravila.
Za preprečevanje napadov nekateri predlagajo telesno vadbo, kar podpirajo tudi nekatere raziskave. Med napadom ali po njem lahko pomagajo izšolani psi za pomoč epileptikom. Ni jasno, ali lahko psi predvidijo napade, preden se zgodijo.
Srednje močni dokazi podpirajo uporabo psiholoških intervencij poleg drugih načinov zdravljenja. Pri odraslih in mladostnikih lahko izboljšajo kakovost življenja in čustveno počutje ter zmanjšajo utrujenost. Pri nekaterih posameznikih lahko izboljšajo nadzor nad napadi, saj spodbujajo skrb zase in upoštevanje podanih priporočil.
Kot koristna dopolnilna terapija v primeru, da ostala zdravila ne obvladujejo napadov, se je pri nekaterih otrocih izkazal kanabidiol. Leta 2018 je ameriška Uprava za hrano in zdravila odobrila njegovo uporabo pri Lennox-Gastautovem sindromu in Dravetovem sindromu.
Obstaja nekaj raziskav o obvladovanju na zdravila odpornih napadov pri odraslih in pri otrocih z deksametazonom.

### Alternativna medicina
Za alternativno medicino, vključno z akupunkturo, vitamini in jogo, ni zanesljivih dokazov, ki bi podprli njihovo uporabo pri epilepsiji. Melatonin (stanje 2016) ni zadostno podprt z dokazi; dosedanji poskusi so bili metodološko šibki in iz njih ni bilo možno izpeljati zanesljivih zaključkov.
Po nekaterih podatkih in različno podprta z dokazi naj bi bila pri epilepsiji, odporni na zdravila, koristna nekatera prehranska dopolnila. Med njimi so maščobne kisline omega-3, berberin, med manuka, gobe reiši in resasti bradovec, kurkumin, vitamin E, koencim Q-10 in resveratrol. Teoretični razlog, zakaj delujejo, je zmanjševanje vnetij ali oksidativnega stresa, dveh velikih dejavnikov, ki prispevata k epilepsiji.

## Kontracepcija in nosečnost
Pri ženskah z epilepsijo se lahko začasno poveča pogostost napadov ob začetku hormonske kontracepcije.
Nekateri antiepileptiki interagirajo z encimi v jetrih, zaradi česar se učinkovine hormonske kontracepcije hitreje razgradijo. Ta encime inducirajoča zdravila zmanjšujejo učinkovitost hormonske kontracepcije, kar je zlasti nevarno, če se zdravilo povezuje s prirojenimi okvarami. Močna encime inducirajoča protiepileptična zdravila so med drugim karbamazepin, eslikarbazepin acetat, okskarbazepin, fenobarbital, fenitoin, primidon in rufinamid. Perampanel in topiramat lahko delujeta kot induktorja encimov pri večjih odmerkih. Po drugi strani lahko hormonska kontracepcija zmanjša količino antiepileptika lamotrigina, ki kroži po telesu, in ga naredi manj učinkovitega. Stopnja neučinkovitosti peroralnih kontracepcijskih sredstev je ob pravilni uporabi 1 %, pri ženskah z epilepsijo pa znaša 3–6 %. V splošnem se ženskam z epilepsijo, ki ne želijo zanositi, priporočajo intrauterini pripomočki.
Ženske z epilepsijo nekoliko težje zanosijo, zlasti ob drugih zdravstvenih posebnostih. Neplodne ženske imajo približno enako možnost uspeha oploditve z biomedicinsko pomočjo oziroma drugih tehnik asistirane reprodukcije kot ženske brez epilepsije. Poveča se lahko tveganje za izgubo nosečnosti.
Po začetku nosečnosti sta z njo povezani dve nevarnosti. Prva je tveganje za napade med nosečnostjo, druga pa so prirojene napake, ki bi jih lahko povzročila protiepileptična zdravila. Večina žensk z epilepsijo mora jemanje zdravil nadaljevati, cilj pa je uravnotežiti potrebo po preprečevanju napadov s potrebo po preprečevanju prirojenih okvar zaradi zdravil.
Ni videti, da bi nosečnost resno vplivala na pogostost napadov. Ko se napadi zgodijo, pa lahko povzročijo nekatere zaplete pri nosečnosti, kot sta predčasen porod ali neobičajno majhna velikost novorojenčkov.
Tveganje za prirojene okvare obstaja pri vsaki nosečnosti, na primer zaradi kajenja. Poleg tega lahko nekatera protiepileptična zdravila znatno povečajo tveganje za okvare in za intrauterini zastoj rasti kot tudi za razvojne, nevrokognitivne in vedenjske motnje. Večina žensk z epilepsijo prejema varno in učinkovito zdravljenje ter ima zdrave otroke. Največja tveganja so povezana z določenimi zdravili, kot sta valproat in karbamazepin, in z večjimi odmerki. Dodaten vnos folne kisline, na primer s predporodnimi vitaminskimi dopolnili, tveganje zmanjša. Vnaprejšnje načrtovanje nosečnosti ženskam z epilepsijo omogoča, da preidejo na tretma manjšega tveganja in na manjše odmerke zdravil.
Čeprav je protiepileptična zdravila mogoče zaznati v materinem mleku, ženske z epilepsijo lahko dojijo, koristi pa običajno prevladajo nad tveganji.

## Prognoza
Epilepsije običajno ni mogoče pozdraviti, vendar lahko zdravila učinkovito nadzorujejo napade pri približno 70 odstotkih primerov. Pri osebah z generaliziranimi napadi je nadzorovanje z zdravili uspešno pri 80 odstotkih, pri osebah z žariščnimi napadi pa je uspešnost 50-odstotna. Eden od napovednikov dolgoročnega izida je število napadov, ki se pojavijo v prvih šestih mesecih. Drugi dejavniki, ki povečujejo tveganje slabših rezultatov, vključujejo majhen odziv na začetno zdravljenje, generalizirane napade, epilepsijo v družini, psihiatrične težave in valove na EEG, ki predstavljajo generalizirano epileptiformno dejavnost. Po definiciji ILAE velja epilepsija za ozdravljeno, če oseba 10 let ni imela napada in 5 let ni jemala antiepileptikov.
V državah v razvoju se 75 % ljudi ne zdravi oziroma se ne zdravi ustrezno. V Afriki se ne zdravi 90 % prizadetih. Razlog za to je med drugim, da ustrezna zdravila niso na voljo ali pa so predraga.

### Smrtnost
Ljudje z epilepsijo imajo povečano tveganje prezgodnje smrti, ki naj bi bilo od 1,6- do 4,1-krat večje kot pri splošnem prebivalstvu. Največji porast smrtnosti zaradi epilepsije je pri starejših osebah. Osebe, ki imajo epilepsijo z nepojasnjenim vzrokom, imajo le rahlo večje tveganje.
Smrtnost je pogosto povezana z osnovnim vzrokom napadov, epileptičnim statusom (SE), samomorom, travmami in nenadno nepričakovano smrtjo pri epilepsiji (angleško sudden unexpected death in epilepsy – SUDEP). Smrtnost zaradi epileptičnega statusa je največja v skupini bolnikov, kjer je ta posledica predhodnega bolezenskega stanja (hipoksija osrednjega živčevja po srčnem zastoju, okužba osrednjega živčevja ali cerebrovaskularna bolezen, navadno možganska kap) tj. sekundarna epilepsija, v razvitem svetu smrt redkeje nastopi zaradi SE pri bolnikih s primarno (tj. nevzročno) epilepsijo. Tveganje za samomor je pri ljudeh z epilepsijo večje za dva- do šestkrat; razlog za to ni jasen. Nenadna nepričakovana smrt pri epilepsiji je lahko delno povezana s pogostostjo generaliziranih tonično-kloničnih napadov in je vzrok približno 15 % smrti, povezanih z epilepsijo; kako zmanjšati tveganje zanjo, ni znano. Med dejavniki tveganja za nenadno nepričakovano smrt so nočni generalizirani tonično-klonični napadi, samostojno spanje in proti zdravilom odporna epilepsija.
V Združenem kraljestvu ocenjujejo, da bi bilo mogoče preprečiti od 40 do 60 odstotkov smrti. V državah v razvoju številnim smrtim botruje nezdravljena epilepsija, ki pripelje do padcev ali epileptičnega statusa.

## Epidemiologija
Epilepsija je ena najpogostejših resnih nevroloških motenj, ki je leta 2021 prizadevala približno 50 milijonov ljudi. Pojavi se pri 1 % prebivalstva do 20. leta starosti in pri 3 % prebivalstva do 75. leta starosti. Pogostejša je pri moških kot pri ženskah, čeprav je skupna razlika majhna. Večina obolelih (80 %) je v družbah z nizkimi prihodki in v državah v razvoju. V Sloveniji je bila prevalenca epilepsije leta 2010 ocenjena na 10 030 oseb.
Ocenjeno je bilo (2012), da ima aktivno epilepsijo približno 3–10 na 1000 oseb, pri čemer je bila aktivna epilepsija opredeljena kot epilepsija, pri kateri se je v zadnjih petih letih pojavil vsaj en neizzvan napad. Epilepsija se vsako leto začne pri 40–70 na 100 000 ljudi v razvitih državah in pri 80–140 na 100 000 ljudi v državah v razvoju. Revščina je tveganje in vključuje tako dejstvo, da prizadeti prihaja iz revne države, kot tudi dejstvo, da je revnejši v primerjavi z drugimi v svoji državi. V razvitem svetu se epilepsija najpogosteje začne pri mlajših ali pri starejših. V državah v razvoju se bolezen pogosto začne pri starejših otrocih in mladih odraslih zaradi več primerov travm in infekcijskih bolezni. V razvitih državah se je od 70. let dvajsetega stoletja do leta 2003 število primerov na leto pri otrocih zmanjšalo, povečalo pa se je število primerov pri starejši populaciji. To gre deloma pripisati boljšemu preživetju po možganski kapi pri odraslih.

## Zgodovina
Najstarejši medicinski zapisi kažejo, da se je epilepsija pri ljudeh pojavljala vsaj od začetka beleženja zgodovine. V starem veku so motnji pripisovali duhovni vzrok. Najstarejši opis epileptičnega napada na svetu je v akadščini (jeziku v stari Mezopotamiji), napisan pa je bil okrog 2000 pr. n. št. Za osebo so zapisali, da je pod vplivom boga lune, in so jo zdravili z izganjanjem duhov. Epileptične napade omenja tudi Hamurabijev zakonik (okrog 1790 pr. n. št.) kot upravičen razlog za vrnitev kupljenega sužnja, in papirus Edwina Smitha (okrog 1700 pr. n. št.), ki opisuje primere posameznikov z epileptičnimi krči.
Najstarejši znan podroben zapis o sami motnji je v Sakikkūju, babilonskem medicinskem besedilu v klinopisu iz obdobja od 1067 do 1046 pr. n. št. Besedilo opisuje znake in simptome, razlaga zdravljenje in možne izide ter opisuje številne lastnosti različnih vrst napadov. Ker Babilonci niso razumeli narave te bolezni, so napade pojasnjevali kot obsedenost z zlimi duhovi in epilepsijo zdravili na duhovne načine. Okrog 900 pr. n. št. je vedež Punarvasu Ātreya epilepsijo opisal kot izgubo zavesti, to definicijo pa vsebuje tudi ajurvedsko besedilo Čaraka samita (okrog 400 pr. n. št.).
Grki so imeli o bolezni nasprotujoča si mnenja. Po eni strani so menili, da je epilepsija neka vrsta obsedenosti duha, po drugi strani pa da gre lahko za stanje, povezano z genialnostjo in božanskostjo. Eno od imen, pod katerimi so jo poznali, je »sveta bolezen«. Epilepsija nastopa v grški mitologiji: povezovali so jo z boginjama lune Seleno in Artemido, ki sta z njo kaznovali vsakogar, ki si ju je upal vznemiriti. Grki so menili, da imajo tako bolezen pomembni ljudje, kot sta bila na primer Julij Cezar in Herkul. Opazna izjema pri tem božanskem in duhovnem razlaganju je bila Hipokratova šola. V petem stoletju pred našim štetjem je Hipokrat zavrnil mnenje, da bolezen povzročajo duhovi. V svojem prelomnem delu »O sveti bolezni« je zapisal mnenje, da epilepsija ni božanskega izvora, temveč da gre za medicinsko ozdravljiv problem, ki izvira iz možganov. Tiste, ki so bolezni pripisovali sveti vzrok, je obtožil širjenja nevednosti in vere v vraževerno magijo. Hipokrat je menil, da je kot vzrok pomembna dednost, opisal je slabše napovedi, če se bolezen pojavi v zgodnjem otroštvu, in navedel njene telesne lastnosti, pa tudi družbeno sramoto, ki je z njo povezana. Namesto »sveta bolezen« jo je imenoval »velika bolezen«, iz česar izhaja dandanašnje ime »grand mal«, ki se uporablja za tonično-klonične napade. Kljub temu da je podrobno opisal telesne izvore bolezni, njegovi sodobniki njegovega mnenja niso sprejeli. Za bolezen so še v 17. stoletju krivili zle duhove.
V antičnem Rimu ljudje niso jedli in pili iz iste posode kot prizadeti. Takratni ljudje so pljuvali pred epileptike in verjeli, da jih bolezen tako ne bo prizadela. Po pričevanjih Apuleja in drugih antičnih zdravnikov so epilepsijo običajno odkrivali tako, da so prižgali kos gagata, katerega dim naj bi sprožil napad. Občasno so za to uporabljali vrteče se lončarsko vreteno, ki je verjetno sprožilo napade pri ljudeh, občutljivih za svetlobo.
Večina kultur je osebe z epilepsijo stigmatizirala, se jih izogibala ali celo zapirala. Celo v drugi polovici 20. stoletja so v Tanzaniji in drugih predelih Afrike epilepsijo povezovali z obsedenostjo z zlimi duhovi, čarovništvom ali zastrupitvami ter verjeli, da je nalezljiva. V Salpêtrièru, rojstnem kraju sodobne nevrologije, je Jean-Martin Charcot našel epileptike v istih prostorih z bolniki, ki so bili duševno prizadeti, ki so imeli kroničen sifilis in ki so bili kazensko nori. V antičnem Rimu je bila epilepsija znana kot morbus comitialis ali »zbornična bolezen« in je veljala za božje prekletstvo. V severni Italiji so epilepsijo poznali kot bolezen svetega Valentina. Vsaj v 40. letih 19. stoletja so v Združenih državah Amerike epilepsijo poznali kot falling sickness ali the falling fits in jo imeli za obliko medicinske norosti. V približno istem času so v Franciji epilepsijo imenovali haut-mal (»visoko zlo«), mal-de terre (»zemeljska bolezen«), mal de Saint Jean (»bolezen sv. Janeza«), mal des enfans (»otroška bolezen«) in mal-caduc (»bolezen padanja«). Epileptiki v Franciji so bili zaradi napadov in izgub zavesti znani kot tombeurs (»padajoči«). Enako je nastalo slovensko poimenovanje padavica, iz prepričanja o nadnaravnih razlogih za napad pa božjast, ki v novejšem času izginjata iz rabe.
Sredi 19. stoletja so odkrili in uvedli bromid, to je prvo zdravilo, ki je bilo uspešno proti napadom. Prvo sodobno zdravilo, fenobarbital, so razvili leta 1912, fenitoin pa se je začel uporabljati leta 1938.

## Družba in kultura

### Stigma
Ljudje z epilepsijo so po svetu pogosto stigmatizirani. Epilepsija jih prizadene gospodarsko, socialno in kulturno. V Indiji in na Kitajskem je epilepsija lahko utemeljitev za zavrnitev zakonske zveze. Ponekod še vedno verjamejo, da so ljudje z epilepsijo zakleti. V delih Afrike, kot sta Tanzanija in Uganda, epilepsijo razlagajo kot obsedenost s zlimi duhovi, čarovništvo, ali zastrupljenje; veliko ljudi tudi verjame, da je nalezljiva. Do leta 1971 je bilo v Združenem kraljestvu s sklicevanjem na epilepsijo možno doseči razveljavitev zakonske zveze. Zaradi stigme lahko nekateri ljudje z epilepsijo zanikajo, da bi kdajkoli imeli epileptične napade. Presečna raziskava iz leta 2024 je odkrila, da je 64,8 % sorodnikov epileptikov že doživelo zmerno stigmo in imajo do epilepsije zmerno pozitiven odnos. Raziskava je pri sodelujočih ugotovila povezavo med višjo stopnjo stigmatiziranosti in negativnejšim pogledom na bolezen. Poleg tega so se sorodniki oseb, ki doživljajo pogoste napade (enega ali več na mesec), soočali z večjo stigmo, sorodniki oseb, ki predpisanih zdravil ne jemljejo dosledno, pa so do epilepsije izkazovali negativnejši odnos.

### Gospodarstvo
Epilepsija je v letu 2010 v Sloveniji povzročila stroške v skupni vrednosti okoli 35,8 milijonov evrov (prilagojenih na pariteto kupne moči), od tega so 19,1 milijona predstavljali neposredni zdravstveni stroški. V EU so bili skupni stroški za leto 2010 ocenjeni na 14 milijard €, od tega je na neposredne zdravstvene stroške odpadla slaba polovica. V ZDA se neposredni stroški ocenjujejo na približno eno milijardo dolarjev, v Indiji pa na 1,7 milijarde USD ali 0,5 % BDP. V Združenih državah Amerike predstavlja vzrok približno 1 odstotka obiskov na urgentnem oddelku (2 odstotka na pediatričnih urgencah).

### Vozila
Osebe z epilepsijo imajo približno dvakrat večje tveganje, da bodo vpletene v prometno nesrečo, zato v mnogih državah po svetu ne smejo voziti ali pa smejo voziti le pod določenimi pogoji. Kot vzrok nekaterih prometnih nesreč, ki bi se jim bilo možno izogniti, se izpostavlja nepravočasna diagnoza, vsaj ena študija je namreč pokazala, da so v večino prometnih nesreč vpleteni udeleženci z nediagnosticiranimi nemotoričnimi napadi in ne udeleženci z motoričnimi napadi ob diagnosticirani epilepsiji. Ponekod so po zakonu zdravniki dolžni osebe z napadi prijaviti uradu za izdajanje dovoljenj, drugod pa so dolžni prizadeti osebi le svetovati, naj to prijavi sama. Države, kjer se od zdravnikov zahteva poročanje, so med drugim Avstrija, Danska, Švedska in Španija. V Združenem kraljestvu, Novi Zelandiji in nekaterih drugih državah se je posameznik obvezan sam prijaviti in zdravnik sme sam poslati obvestilo, če meni, da prizadeti tega še ni storil. V Kanadi, ZDA in Avstraliji so zahteve glede poročanja odvisne od province oziroma zvezne države.
Če so napadi zanesljivo pod nadzorom, je večina mnenja, da je vožnjo smiselno dovoliti. Koliko časa mora oseba biti brez epileptičnih napadov, preden lahko vozi, je od države do države različno; večina držav zahteva obdobje od enega do treh let. V Sloveniji se vozniku z epilepsijo lahko ob pozitivnem mnenju specialista izda zdravniško spričevalo, če je brez napada vsaj eno leto (nekdaj vsaj dve leti).
Ljudje z epilepsijo ali napadi običajno ne morejo dobiti pilotske licence. V Kanadi lahko oseba, ki je imela en sam napad, po petih letih zahteva, da se ji, če so vsi drugi testi normalni, izda dovoljenje z omejitvami. To velja tudi za ljudi, ki imajo vročinske krče in z zdravili povezane napade. Zvezna uprava za letalstvo ZDA ne dovoljuje, da bi osebe z epilepsijo dobile dovoljenje za poklicnega pilota. Redko se lahko naredijo izjeme za osebe, ki so imele en sam napad ali vročinske krče in ki so ostali brez napadov in brez zdravil vse do odrasle dobe. V Združenem kraljestvu za nacionalno licenco zasebnega pilota veljajo isti pogoji kot za poklicno vozniško dovoljenje. Pogoj je desetletno obdobje brez napadov in brez zdravil. Tisti, ki ne izpolnjujejo te zahteve, lahko dobijo, če so pet let brez epileptičnih napadov, dovoljenje z omejitvami.

### Podporne organizacije
Obstajajo številne organizacije, ki pomagajo ljudem in družinam, prizadetih zaradi epilepsije. Mednarodno prizadevanje za večje poznavanje bolezni je med drugim kampanja »Ven iz sence«, v kateri sodelujejo Svetovna zdravstvena organizacija, Mednarodna liga proti epilepsiji in Mednarodni urad za epilepsijo. V Sloveniji deluje prostovoljno nepridobitno društvo Liga proti epilepsiji Slovenije.
Svetovni dan epilepsije se od leta 2015 obeležuje na drugi ponedeljek v februarju. Drugi dan, namenjen osveščanju o epilepsiji, je »vijoličasti dan«, katerega tradicijo je leta 2008 začela devetletna Kanadčanka Cassidy Megan in se obeležuje vsako leto 26. marca.

## Raziskave

### Napovedovanje in modeliranje napadov

#### Napovedovanje
Raziskuje se, ali je epileptične napade mogoče napovedati na podlagi elektroencefalograma, še preden se zgodijo. Leta 2011 učinkovit način napovedovanja napadov še ni bil znan. Čeprav način, s katerim bi lahko napovedovali napade, ni znan, raziskave pri napovedovanju napadov in razvoju takšne metode napredujejo.

#### Modeliranje
S tehniko, imenovano »kindling« – ponavljajočimi se izpostavitvami možnim sprožilcem napadov, po katerih se poveča dovzetnost za napade – so razvili več živalskih modelov epilepsije.
Pri glodavcih je bilo opisanih več modelov, ki upoštevajo EEG in spremljajoče vedenjske pojave pri različnih oblikah epilepsije, zlasti pri ponavljajočih se spontanih napadih. Ker se pri nekaterih izmed teh živali v naravi pojavljajo raznovrstni epileptični napadi, so kot genetske modele za epilepsijo določili linije miši in podgan. Pri nekaterih linijah miši in podgan so na posnetih elektroencefalogramih razbrali razelektritve trn-val ter z njimi raziskovali absenčno epilepsijo. Z enim izmed živalskih modelov, GAERS (Genetic Absence Epilepsy Rats from Strasbourg), opisanim v 80. letih prejšnjega stoletja, so dognali mehanizme, na katerih temelji otroška absenčna epilepsija.
Rezine podganjih možganov služijo kot dragocen model za ocenjevanje, ali različne spojine omogočajo zmanjšanje epileptiformne aktivnosti. Z ocenjevanjem pogostosti epileptiformnih izbruhov v področju hipokampusa raziskovalci prepoznavajo potencialne spojine, ki bi jih lahko uporabili kot nova protiepileptična zdravila.
Redukcionistični pogledi na epileptiformne razelektritve se pogosto izražajo z matematičnimi modeli. Najpreprostejši med njimi temeljijo na nekaj običajnih diferencialnih enačbah; takšen je na primer model Epileptor. Bolj fiziološko usmerjen model Epileptor-2 replicira kratkotrajne razelektritve med dvema epileptičnima napadoma (mediktične) – zaznane kot sklope akcijskih potencialov posameznih nevronov – in daljše razelektritve med samim napadom (iktične), ki jih predstavljajo sklopi posameznih krajših razelektritev. Po tem modelu so kratke mediktične razelektritve okarakterizirane kot stohastična nihanja membranskega potenciala in sinaptične aktivnosti, iktične razelektritve pa nastanejo kot nihanja v zunajcelični koncentraciji kalijevih ionov in znotrajcelični koncentraciji natrijevih ionov. Ti modeli izkazujejo, da imajo odločilno vlogo v generiranju patološke aktivnosti ionski tokovi.
Ena izmed hipotez, zastopanih v literaturi, temelji na vnetnih poteh. Raziskave, ki podpirajo ta mehanizem, so pokazale, da obstaja statistično značilna povezava med vnetjem, ravnmi glikolipidov in oksidativnih faktorjev ter epilepsijo, zlasti generalizirano.

### Možne prihodnje terapije
Za nekatere vrste epilepsije se proučuje možnost genskega zdravljenja. Zdravila, ki spremenijo imunsko funkcijo, kot so intravenski imunoglobulini, bi (upoštevajoč vnetno teorijo nastanka epilepsije) kot dopolnilo običajnemu zdravljenju lahko zmanjšala pogostost napadov; treba pa je raziskati, ali ta zdravila otroci in odrasli z epilepsijo dobro prenašajo. Neinvazivna stereotaktična radiokirurgija se (stanje za leto 2012) za nekatere vrste epilepsije proučuje kot alternativa standardnim kirurškim metodam.

## Druge živali
Epilepsija se pojavlja pri številnih drugih živalih, med drugim pri psih in mačkah, in je pri psih najpogostejša možganska bolezen. Običajno se jo zdravi z antikonvulzivi, kot so levetiracetam, fenobarbital ali bromid pri psih in fenobarbital pri mačkah. Pri psih se uporablja tudi imepitoin. Pri konjih se lahko generalizirani napadi dokaj preprosto diagnosticirajo, težje pa je pri negeneraliziranih napadih, pri katerih je lahko koristen EEG. Juvenilna idiopatska epilepsija (JIE) pri žrebetih se lahko razvija različno, odvisno od resnosti in zdravljenja. Nekatere živali jo sčasoma prerastejo brez pomembnih dolgotrajnih posledic, druge pa imajo lahko v primeru nepravočasnega zdravljenja hude posledice, vključno s smrtjo ali trajnimi zapleti. Raziskave so nakazale, da je pri razvoju JIE pomemben genetski vpliv in da se motnja deduje po zakonitostih monogenskega dedovanja. Te ugotovitve poudarjajo potrebo po nadaljnjih genetskih raziskavah, ki bi potrdile to hipotezo, in po iskanju možnih strategij parjenja, s katerimi bi zmanjšali prevalenco JIE.